# 레바논 감정
"레바논 감정"은 2014년에 개봉한 대한민국의 영화이다.

## 캐스팅
- 최성호 : 헌욱 역
- 김진욱 : 여자 역
- 장원영 : 가죽 남자 역
- 조석현 : 사냥꾼 역
- 김재구 : 저수지 수호신 역
- 오창민 : 헌우 선배 역
- 박지연 : 헌우 동생 역
- 이서림 : 엄마 역
- 송민재 : 아이들 역
- 김종성 : 아이들 역
- 장지호 : 아이들 역
- 서지원 : 막걸리 남자 역

## 수상
- 2013년 제14회 전주국제영화제 JJ-Star상